# サートーン区
サートーン区（サートーンく、タイ語: เขตสาทร）は、タイ王国バンコク都の行政区の一つ。
この行政区は、時計回りに、バーンラック区、パトゥムワン区、クローントゥーイ区、ヤーンナーワー区、バーンコーレーム区、クローンサーン区の6つの行政区に接している。チャオプラヤー川に面している。

## 歴史
ヤーンナーワー区の一部であったが、1989年11月9日に分離し新設された。サートーン通りにちなんで名づけられた。

## 建物等
- セントルイス病院